# 入谷駅 (東京都)

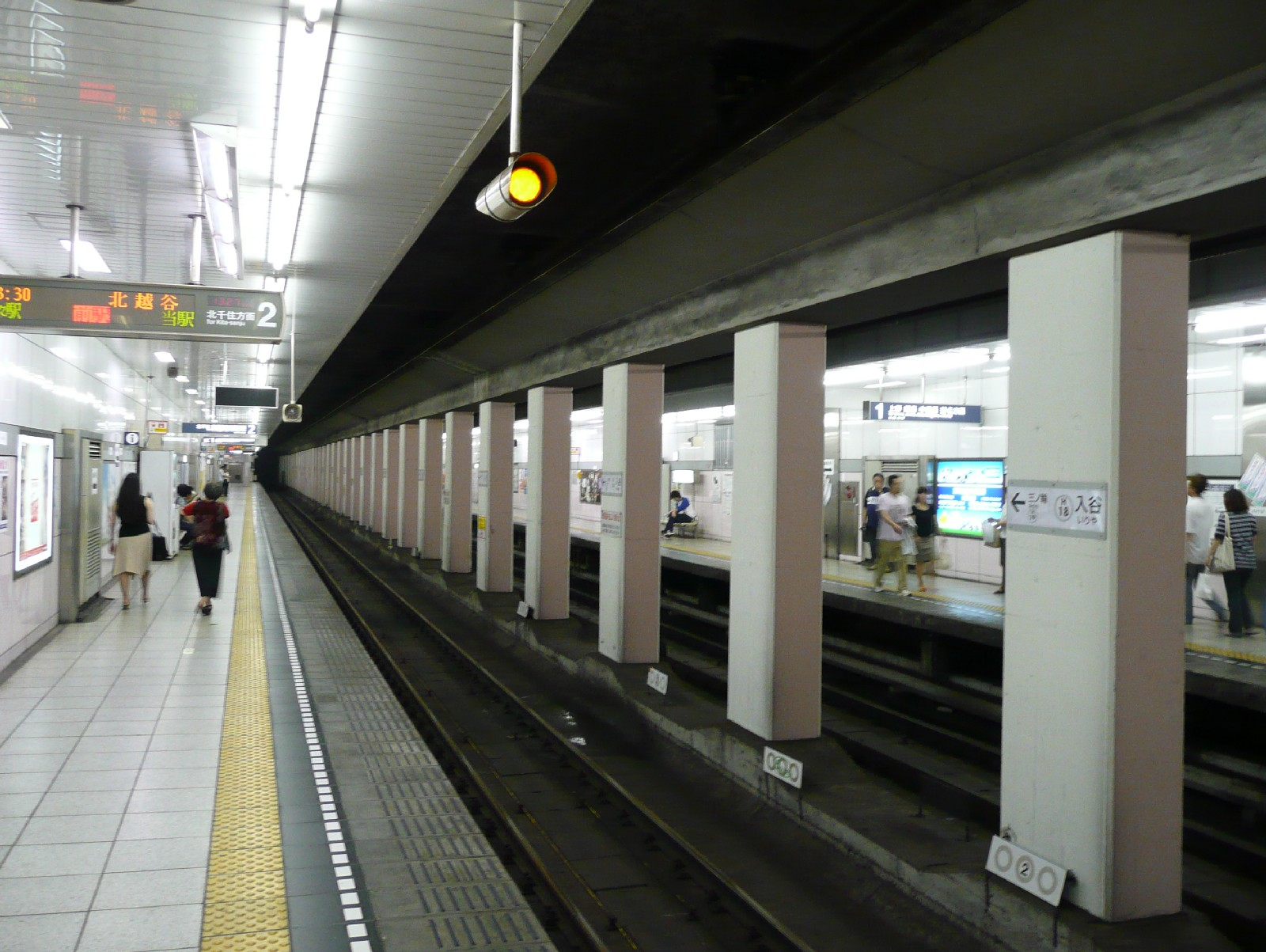
2番ホーム（2008年7月）

入谷駅（いりやえき）は、東京都台東区入谷一丁目にある、東京地下鉄（東京メトロ）日比谷線の駅である。駅番号はH 19。

## 歴史
- 1961年（昭和36年）3月28日：帝都高速度交通営団（営団地下鉄）日比谷線の駅として開業[2]。
- 2004年（平成16年）4月1日：帝都高速度交通営団（営団地下鉄）民営化に伴い、当駅は東京地下鉄（東京メトロ）に継承される[3]。
- 2007年（平成19年）3月18日：ICカード「PASMO」の利用が可能となる[4]。
- 2010年（平成22年）12月20日：2番線ホーム三ノ輪寄りに4番出入口を開設[5]。
- 2020年（令和2年）2月7日：発車メロディを導入[6]。

## 駅構造
相対式ホーム2面2線を有する地下駅である。入谷商店街方面へは北側（三ノ輪寄り）出入口が最寄りである。トイレは2番線ホーム上野寄り改札内に1か所、三ノ輪寄り改札外に1か所の合計2か所で、後者のみ多機能トイレが設置されている。
1964年東京オリンピックに間に合うように急ピッチで建設した駅の一つである。
1992年、ホームの壁面をリニューアルするとともに、駅名標の上に入谷朝顔市に因む朝顔のイラストが配された。
当駅のホームは空気の流れを十分に考慮しない設計であったため、列車の進入時に逃げ場のない空気が駅の階段に一気に流れ込み強風が吹く。そのため強風に対する注意の看板も設置されている。
2010年12月20日に、2番線ホームの三ノ輪寄りに改札口と4番出入口を新設した。これにより、約50年間設置されていなかったバリアフリー施設として、エスカレーター（4番出入口 - 改札外コンコースの通路途中）とエレベーター（4番出入口 - 改札外コンコース）が新設された。
建設中だった1959年、当駅付近で氷河期に生息していたナウマンゾウの臼歯が発見された。

### のりば
| 番線 | 路線     | 行先               |
| ---- | -------- | ------------------ |
| 1    | 日比谷線 | 中目黒方面         |
| 2    | 日比谷線 | 北千住・南栗橋方面 |

（出典：東京メトロ:構内図）

### 発車メロディ
2020年2月7日よりスイッチ制作の発車メロディ（発車サイン音）を使用している。
曲は1番線が「銀箭」（福嶋尚哉作曲）、2番線が「花びら」（大和優子作曲）である。

## 利用状況
2024年度の1日平均乗降人員は38,480人であり、東京メトロ全130駅中96位。日比谷線内では小伝馬町駅に次いで乗降人員が少ない。
近年の1日平均乗降・乗車人員推移は下表の通りである。
| 年度               | 1日平均 乗降人員 | 1日平均 乗車人員 | 出典     |
| ------------------ | ---------------- | ---------------- | -------- |
| 1990年（平成02年） |                  | 14,112           | [ * 1 ]  |
| 1991年（平成03年） |                  | 14,156           | [ * 2 ]  |
| 1992年（平成04年） |                  | 14,170           | [ * 3 ]  |
| 1993年（平成05年） |                  | 14,110           | [ * 4 ]  |
| 1994年（平成06年） |                  | 13,866           | [ * 5 ]  |
| 1995年（平成07年） |                  | 13,648           | [ * 6 ]  |
| 1996年（平成08年） |                  | 13,315           | [ * 7 ]  |
| 1997年（平成09年） |                  | 13,197           | [ * 8 ]  |
| 1998年（平成10年） |                  | 12,863           | [ * 9 ]  |
| 1999年（平成11年） |                  | 12,486           | [ * 10 ] |
| 2000年（平成12年） | 24,013           | 12,441           | [ * 11 ] |
| 2001年（平成13年） | 24,383           | 12,477           | [ * 12 ] |
| 2002年（平成14年） | 24,375           | 12,326           | [ * 13 ] |
| 2003年（平成15年） | 24,519           | 12,404           | [ * 14 ] |
| 2004年（平成16年） | 25,583           | 12,625           | [ * 15 ] |
| 2005年（平成17年） | 26,330           | 12,786           | [ * 16 ] |
| 2006年（平成18年） | 26,498           | 13,055           | [ * 17 ] |
| 2007年（平成19年） | 27,026           | 13,475           | [ * 18 ] |
| 2008年（平成20年） | 26,830           | 13,403           | [ * 19 ] |
| 2009年（平成21年） | 26,414           | 13,230           | [ * 20 ] |
| 2010年（平成22年） | 26,311           | 13,230           | [ * 21 ] |
| 2011年（平成23年） | 26,551           | 13,342           | [ * 22 ] |
| 2012年（平成24年） | 27,680           | 13,811           | [ * 23 ] |
| 2013年（平成25年） | 29,029           | 14,534           | [ * 24 ] |
| 2014年（平成26年） | 29,891           | 15,014           | [ * 25 ] |
| 2015年（平成27年） | 31,184           | 15,672           | [ * 26 ] |
| 2016年（平成28年） | 32,324           | 16,255           | [ * 27 ] |
| 2017年（平成29年） | 33,644           | 16,921           | [ * 28 ] |
| 2018年（平成30年） | 35,426           | 17,825           | [ * 29 ] |
| 2019年（令和元年） | 36,129           | 18,164           | [ * 30 ] |
| 2020年（令和02年） | 26,652           |                  |          |
| 2021年（令和03年） | 28,103           |                  |          |
| 2022年（令和04年） | 31,731           |                  |          |
| 2023年（令和05年） | 36,239           |                  |          |
| 2024年（令和06年） | 38,480           |                  |          |

## 駅周辺
駅南側付近は大通りの交差点になっている。駅前にはスーパーマーケットなども立地するため、通行量が多く非常に混雑している。商店街下谷警察署は駅の北側（三ノ輪側）にある。2000年代以降は駅前を中心にマンションが増えており、乗降人員も増加している。
- 台東区役所 入谷地区センター
  - 台東区入谷区民館
  - 台東区入谷老人福祉館
- 台東区役所 西部区民事務所
- 台東区金杉区民館
- 台東区生涯学習センター
  - 台東区立中央図書館
- 下谷警察署
- 東京都台東区立台東病院
- 真源寺（入谷鬼子母神） - 7月初旬の朝顔市で知られる。
- 小野照崎神社
- 秋葉神社
- 太郎稲荷神社（落語「ぞろぞろ」の舞台）
- 台東入谷郵便局
- 台東根岸三郵便局
- 台東千束郵便局
- 上野郵便局
- 入谷あさがおロード
- ココスナカムラ 入谷店
- 日本医療労働会館
  - 日本医療労働組合連合会
  - 中央社会保障推進協議会
- いなげや入谷店
- 首都高速1号上野線 入谷出入口
- 国道4号
- 清洲橋通り
- 言問通り
- 鶯谷駅（JR山手線・京浜東北線）

## バス路線
最寄りのバス停留所は、都営バスの「入谷鬼子母神（入谷駅前）」と、日立自動車交通が運行しているめぐりんの「入谷駅入口」である。
入谷鬼子母神 (入谷駅前)
- 都営バス
  - 上26：上野公園行 / 亀戸駅前行
  - 草41：足立梅田町行 / 浅草寿町行

入谷駅入口
- 日立自動車交通
  - 北めぐりん（根岸回り）：生涯学習センター北・台東病院・三ノ輪駅方面

## 隣の駅
東京地下鉄（東京メトロ）
 日比谷線
上野駅 (H 18) - 入谷駅 (H 19) - 三ノ輪駅 (H 20)